# Masque Kanaga
Pour les articles homonymes, voir Kanaga.

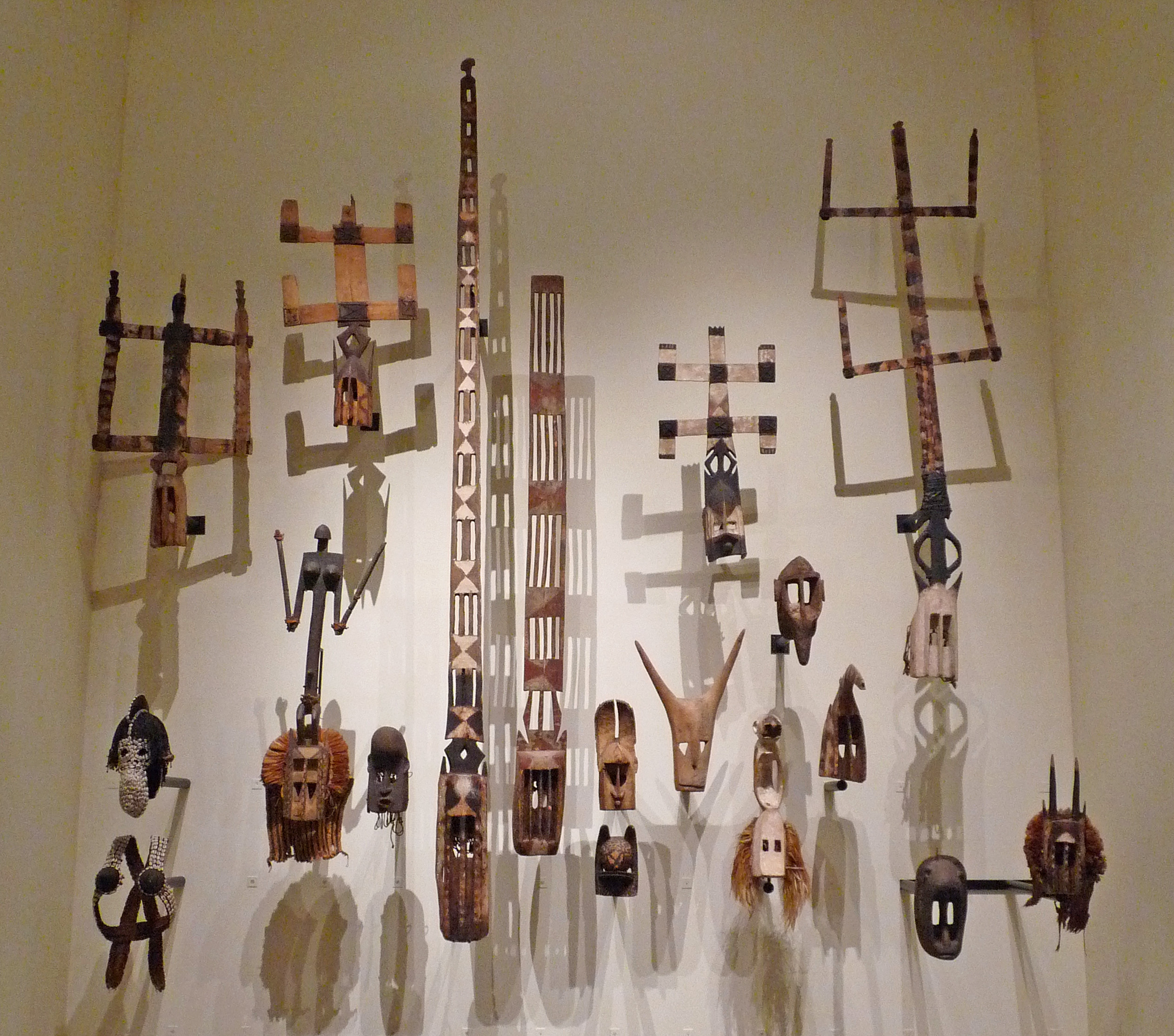
Masques kanaga (rangée supérieure) au Musée du quai Branly

Drapeau du Soudan français et de la République soudanaise (Actuel Mali)

Le masque Kanaga est un masque facial du peuple dogon (Mali), utilisé traditionnellement par les membres de la société Awa, en particulier lors des cérémonies du culte des morts du dama (cérémonies de la levée de deuil). 

## Symbolique
Le masque Kanaga évoque le Dieu créateur Amma. Il présente une forme en double croix, qui rappelle aux initiés les épisodes de la création du monde dansée lors des cérémonies funéraires où il est utilisé par les membres de la société Awa.
Le grand public non initié a tendance à y voir divers sujets animaliers : le kommolo tebu (un oiseau), le lézard, l’iguane, le barâmkamza dullogu (un insecte d'eau), ou encore la main de Dieu ou l’esprit féminin des arbres (gyinu ya).

## Postérité

Drapeau de la Fédération du Mali

Il est évoqué notamment sur le drapeau du Soudan français (1892-1958) et de l’éphémère République soudanaise (1958-1959), ainsi que celui de la Fédération du Mali (1959-1960) regroupant le Sénégal et la République soudanaise. Dans le dessin-animé Clémentine, des épisodes sont consacrés au Kanaga.

## Photographies

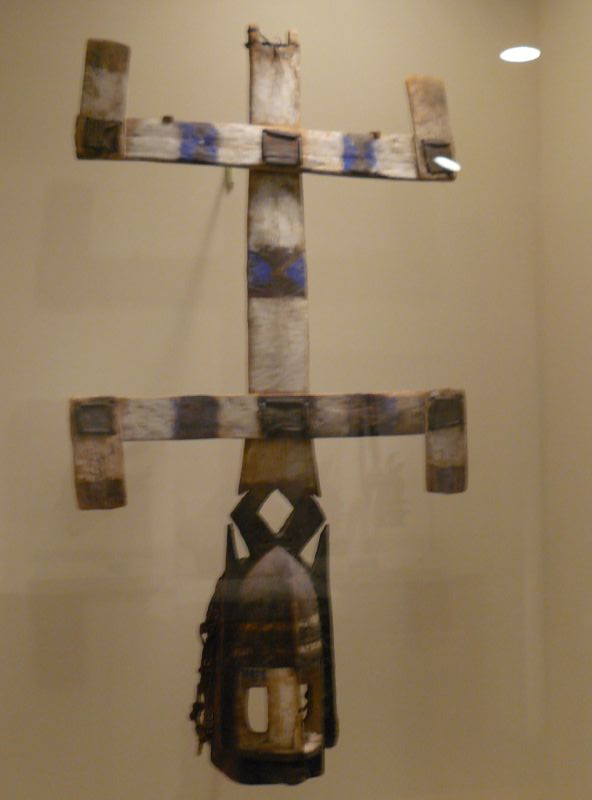
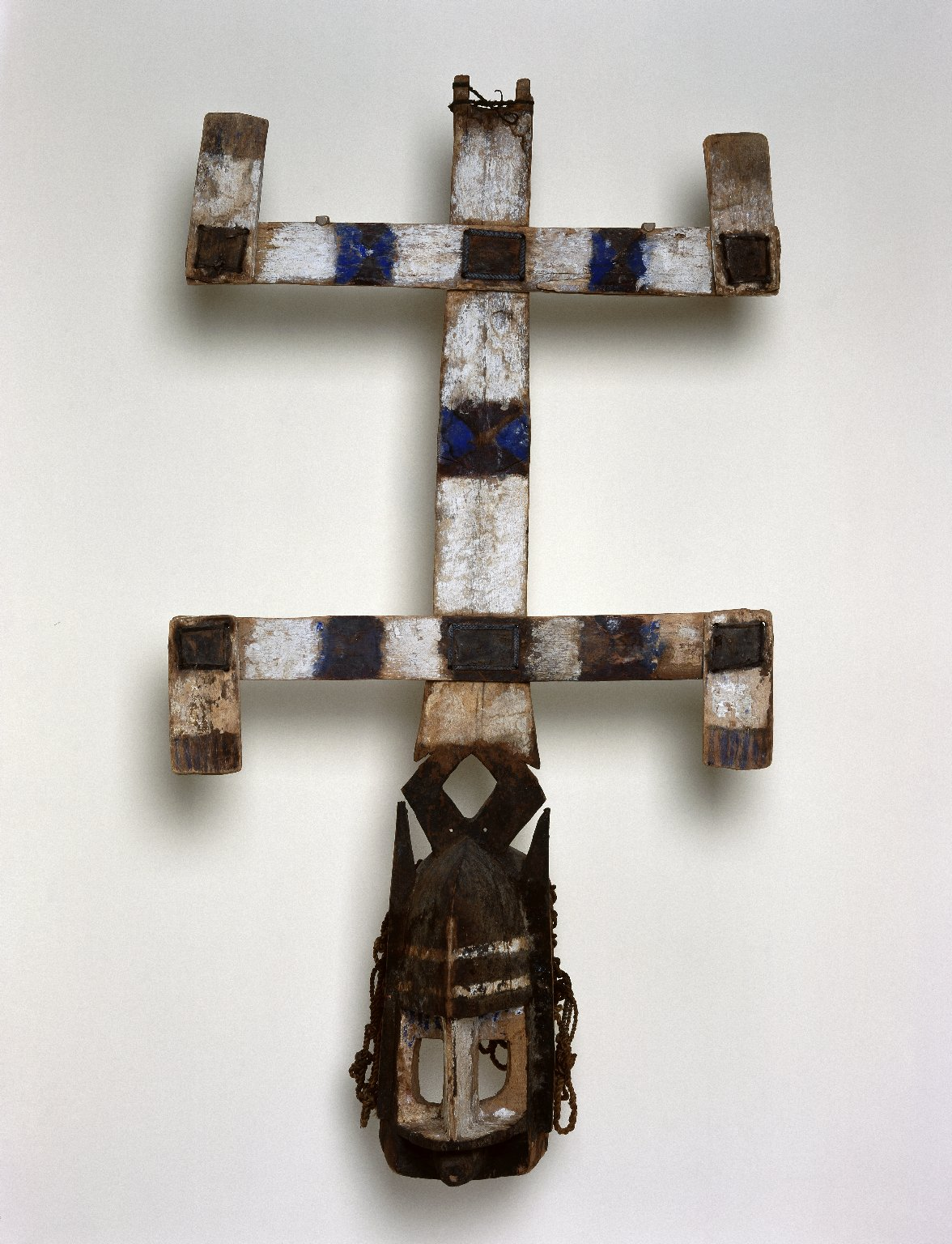
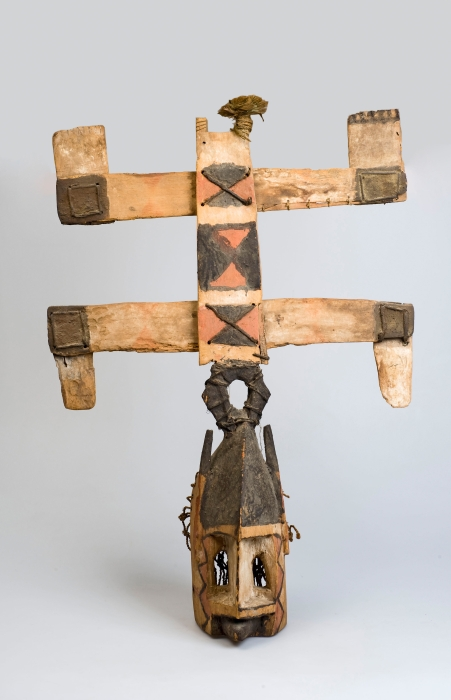
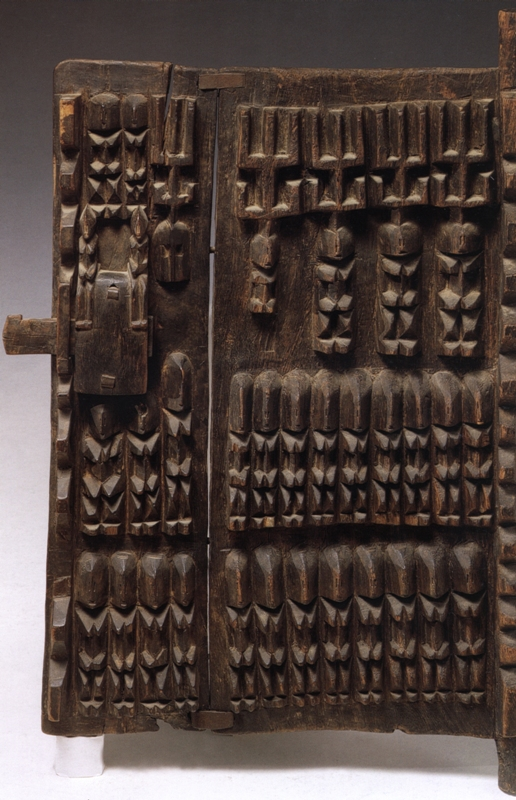